# Hyaleucerea picticeps
Hyaleucerea picticeps är en fjärilsart som beskrevs av George Francis Hampson 1903. Hyaleucerea picticeps ingår i släktet Hyaleucerea och familjen björnspinnare. Inga underarter finns listade i Catalogue of Life.